# Kasa Stefczyka

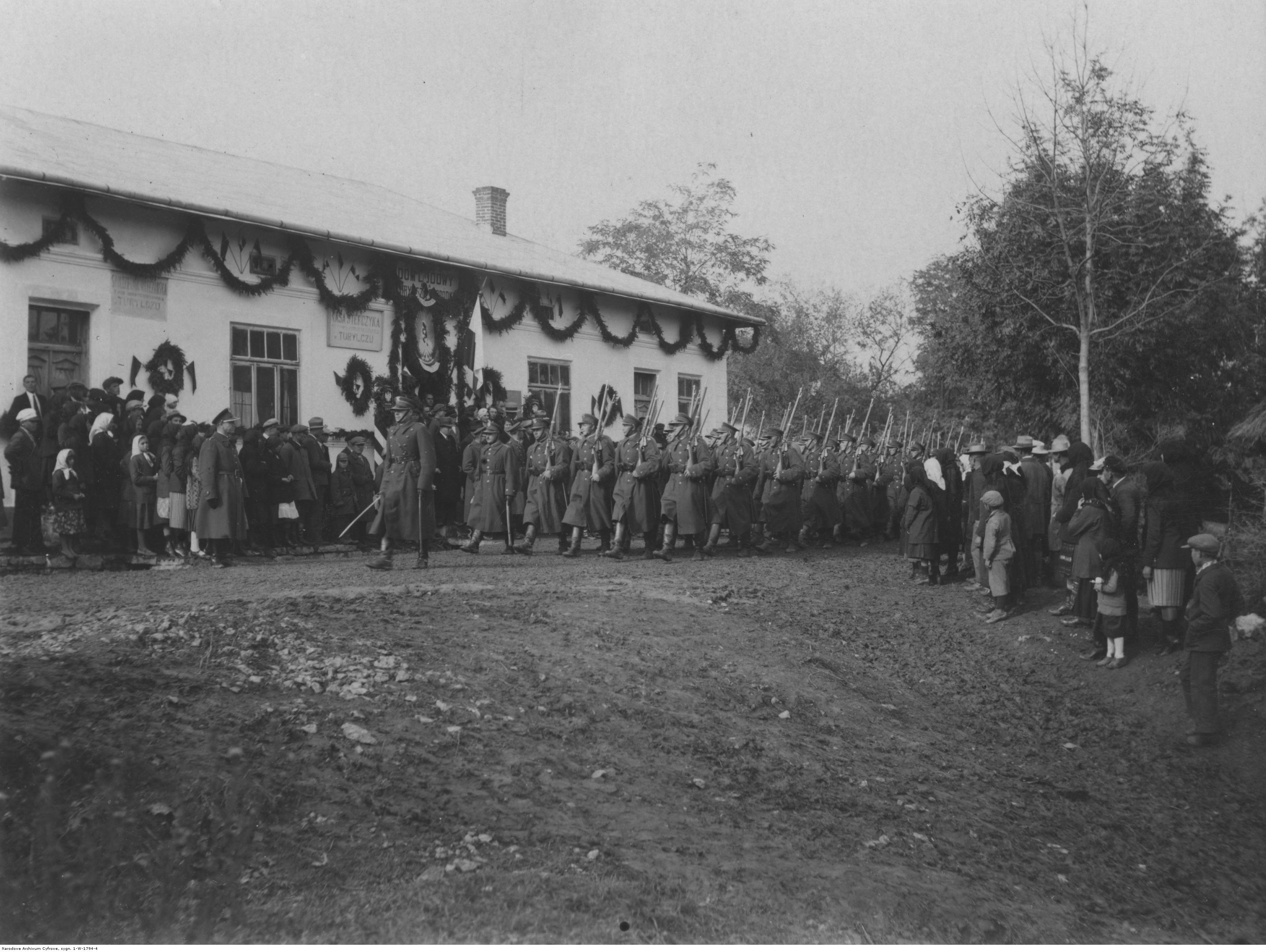
Uroczystości X-lecia istnienia KOP w kompanii KOP w Turylczach, defilada oddziałów, 1934 r.; widoczna reklama Kasy Stefczyka i Spółdzielni Mleczarskiej w Turylczu

Kasa Stefczyka – forma spółdzielni oszczędnościowo-pożyczkowych w Polsce, zwłaszcza w zaborze austriackim, tworzonych na wzór kas Raiffeisena. Inicjatorem ich był działacz spółdzielczy Franciszek Stefczyk, który w roku 1890 otworzył pierwszą kasę oszczędnościowo-pożyczkową w Czernichowie.
W 1909 roku utworzono dla nich rodzaj centrali finansowej pod nazwą Centralna Kasa Spółek Rolniczych we Lwowie.
W 1913 r. w Galicji działało 1397 kas Stefczyka z ok. 322 tysiącami członków.
W okresie międzywojennym do kas Stefczyka, których liczba osiągała 3500, należało półtora miliona osób. Kasom Stefczyka przypisuje się znaczną rolę w rozwoju usług i drobnej przedsiębiorczości w odrodzonej Polsce.